# Amara pomona
Amara pomona är en skalbaggsart som beskrevs av Thomas Casey. Amara pomona ingår i släktet Amara och familjen jordlöpare. Inga underarter finns listade i Catalogue of Life.